# Val Cordevole
La val Cordevole è una delle principali valli dolomitiche, solcata dal torrente Cordevole, da cui prende il nome. L'alta e media val Cordevole e le sue valli laterali corrispondono al territorio storico dell'Agordino.

## Geografia fisica
Situata nella zona centro-occidentale della provincia di Belluno, si apre alla destra orografica della Valbelluna tra i comuni di Sospirolo e Sedico. Risalendola a partire dalla confluenza con la valle citata, si sviluppa verso nord attraverso i territori dei comuni di Rivamonte Agordino, La Valle Agordina, Agordo, Taibon Agordino, Cencenighe Agordino, San Tomaso Agordino, Alleghe e Rocca Pietore. A monte del lago di Alleghe piega gradualmente verso ovest e tocca i comuni di Colle Santa Lucia e Livinallongo del Col di Lana. L'alta val Cordevole, comprendente questi ultimi due comuni, è anche chiamata valle di Livinallongo o valle di Fodóm, ed è una delle cinque valli ladine. Termina in corrispondenza del passo Pordoi, che la mette in comunicazione con la val di Fassa.

## Storia
È una valle trasversale molto antica, che solca la catena delle Dolomiti Bellunesi. La Valle è un sistema ambientale complesso, alla cui evoluzione morfologica hanno concorso i ghiacciai, i corsi d'acqua, i processi di degradazione (frane ed erosioni) e la corrosione carsica. Essa è fiancheggiata da un sistema di vallette laterali e di forre, alcune chiaramente impostate lungo importanti faglie (Val di Piero, Val Vescovà, Val Pegolera).

## Economia
L'economia della valle si basa molto sul turismo estivo ed invernale, numerosi infatti sono gli impianti sciistici e di risalita. Molto diffuso in valle è anche l'allevamento di bestiame da latte con la conseguente produzione di prodotti caseari di malga.

## Trasporti
La valle è percorsa dalla Strada Regionale 203 Agordina, che ha inizio a Sedico e confluisce nella Strada statale 48 delle Dolomiti presso Cernadoi, nel comune di Livinallongo del Col di Lana. I principali valichi alpini che interessano la valle sono il passo Pordoi, il passo di Campolongo, il passo di Falzarego e il passo di Giau.